# Дабарско језеро (Монтреал)
Дабарско језеро фр. Lac aux Castors) је вештачко језеро изграђено 1938. године на планини Монт Ројал, недалеко од Монтреала у Квебеку. Дизајниран је од стране архитекте Фредерика Тода.
Име носи по брани Дабра која је пронађена током изградње језера.

## Опис
Дужине 200 метара и ширине 150 метара, језеро је изграђено у облику детелине са четири листа. До 2017. године, језеро се зими традиционално користило за клизалиште али је та традиција укинута због сигурности а клизање се сада одвија на вештачком клизалишту у близини.
Околина језера опремљена је за разне рекреативне активности као што је на пример клизање зими и сунчање лети.

## Галерија
- Радници преуређују језеро 1938. године
- Скијање на води 1940. године
- Пешаци 1945. године
- Патке стоје поред заклона на сплаву који плута језером